# Huhewendu'er
Huhewendu'er (kinesiska: 呼和温都尔, 呼和温都尔镇) är en köping i Kina. Den ligger i den autonoma regionen Inre Mongoliet, i den norra delen av landet, omkring 410 kilometer väster om regionhuvudstaden Hohhot. Antalet invånare är 11805. Befolkningen består av 4 447 kvinnor och 7 358 män. Barn under 15 år utgör 11,0 %, vuxna 15-64 år 83 %, och äldre över 65 år 5,0 %.
Genomsnittlig årsnederbörd är 227 millimeter. Den regnigaste månaden är juni, med i genomsnitt 59 mm nederbörd, och den torraste är januari, med 1 mm nederbörd.